# Pasquale De Luca (scrittore)
Pasquale De Luca (Sessa Aurunca, 1º maggio 1865 – Milano, 15 marzo 1929) è stato uno scrittore italiano.

## Biografia
Trasferitosi a Napoli inizia giovanissimo a collaborare con numerose riviste letterarie pubblicando poesie, novelle e bozzetti sulla Gazzetta Letteraria di Torino sulla Cronaca Rossa di Milano, Gazzetta del popolo della domenica di Torino, Conversazioni della domenica di Milano, La commedia umana e L'Emporio Pittoresco sempre di Milano, La scena illustrata di Firenze. E ancora quasi tutte le riviste letterarie napoletane dal Fortunio a Bios, alla Cronaca Partenopea.
Con altri giovani poeti: Giovanni Vaccari di Bassano, Edoardo Paoletti di Venezia, Giuseppe De Marco suo conterraneo e Luigi conforti jr, napoletano figlio dell'insigne giurista, dà vita ad un movimento poetico che prende il nome di avvenirismo, che sostiene la necessità di un rinnovamento della poesia attuato anche con una sorta di rivoluzione del linguaggio, attraverso la creazione di neologismi e di innovazioni grammaticali. Il movimento si guadagnò piuttosto la riprovazione generale della critica.
Come novelliere, De Luca pubblica nel 1888 una raccolta intitolata Racconti silvani, edita per i tipi del Pantagruel di Trani; una seconda edizione fu pubblicata nel 1892 da Galli di Milano.
Intanto collabora prima come avventizio e poi in pianta stabile ai giornali napoletani Il Corriere di Napoli di Scarfoglio e della Sera, il Piccolo di Napoli, diretto da Colautti, Il Don Marzio diretto da Eugenio Sacerdoti.
Nel 1896, con una lettera di raccomandazione di Giovanni Bovio per Eugenio Torelli-Violler allora direttore del Corriere della Sera, parte per Milano. Qui Angelo de Gubernatis lasciando la direzione di Natura ed Arte, presenta De Luca a Francesco Vallardi, che offrirà la direzione della rivista al De Luca. La direzione di Natura ed Arte, una delle più importanti riviste del tempo, resta a De Luca fino al 1910, quando passa alla direzione di Casa e Famiglia e poi di Varietas di Edoardo Sonzogno. di Varietas in un secondo momento diventa addirittura proprietario. La rivista Varietas esce con alterna fortuna fino al 1927.
Autore di numerosi romanzi, opere drammatiche, libretti di opere liriche, De Luca muore a Milano nel 1929.

## Opere
- L'onorevole Zucchini, Milano, Verri ed., 1890. Il racconto che dà il nome alla raccolta  è oggi incluso tra i romanzi parlamentari. cfr. P. Villani, Antieroici furori: i mitili del Parlamento, prefazione a C. Del Balzo, Le Ostriche, Rubbettino, 2008.
- Figlio d'eroi, romanzo pubblicato in appendice sul Caffaro di Genova nel 1890.
- Senza sole, Napoli, Sta. tip. Tocco, 1890.
- L'ideale di Bruno, romanzo pubblicato in appendice sul Caffaro di Genova nel 1891.
- I denari, Napoli, F. Lezzi, 1892.
- Mamme, Napoli, Tip. Michele Gambella, 1892.
- L'ebbrezza del milione, romanzo pubblicato in appendice nel 1893 sul Resto del Carlino.
- I liberatori. Glorie e figure del Risorgimento (1821-1870), Bergamo, Istituto italiano d'arti grafiche, 1909.